# Zdeněk Novák (generál)
Armádní generál Zdeněk Novák (2. dubna 1891, Paskov, okres Frýdek-Místek – 23. října 1988, Zadní Třebaň) byl legionář, prvorepublikový generál, odbojář. Během druhé světové války byl členem odbojové organizace Obrana národa, která působila na území Protektorátu.

## Život
Narodil se 2. dubna 1891 v obci Paskov. Studoval Vysokou školu zemědělskou v Berlíně, kterou dobrovolně přerušil a v roce 1910 byl odveden do armády. Po vypuknutí první světové války odešel na bojiště. Prošel srbskou frontou a nakonec byl převelen do Ruska. Zde byl v červnu 1916 v hodnosti nadporučíka zajat. V prosinci 1916 vstoupil do československých legií v Rusku, kde se aktivně zapojil do bojů. Domů se vrátil v roce 1920. V armádě již zůstal a v roce 1928 byl povýšen na brigádního generála. V době Mnichova velel dělostřelectvu II. armády v Olomouci.
Po okupaci se zapojil do vojenské odbojové organizace Obrana národa. Dařilo se mu unikat zatčení a po druhém německém úderu a pozatýkání většiny druhého velení této organizace se stal počátkem roku 1942 jejím velitelem sám. Úspěšně se mu podařilo obnovit její strukturu, ale nakonec i on byl 22. června 1944 zatčen Gestapem, které jej uvěznilo na Pankráci a opakovaně vyslýchalo v Petschkově paláci. Přes dlouhodobé mučení neprozradil své spolupracovníky a 5. května 1945 byl z věznice osvobozen pražskými povstalci. Navzdory zdravotnímu stavu podlomenému následky týrání se zapojil do řízení operací povstaleckého velitelství „Alex“, jemuž do té doby velel generál František Slunečko.

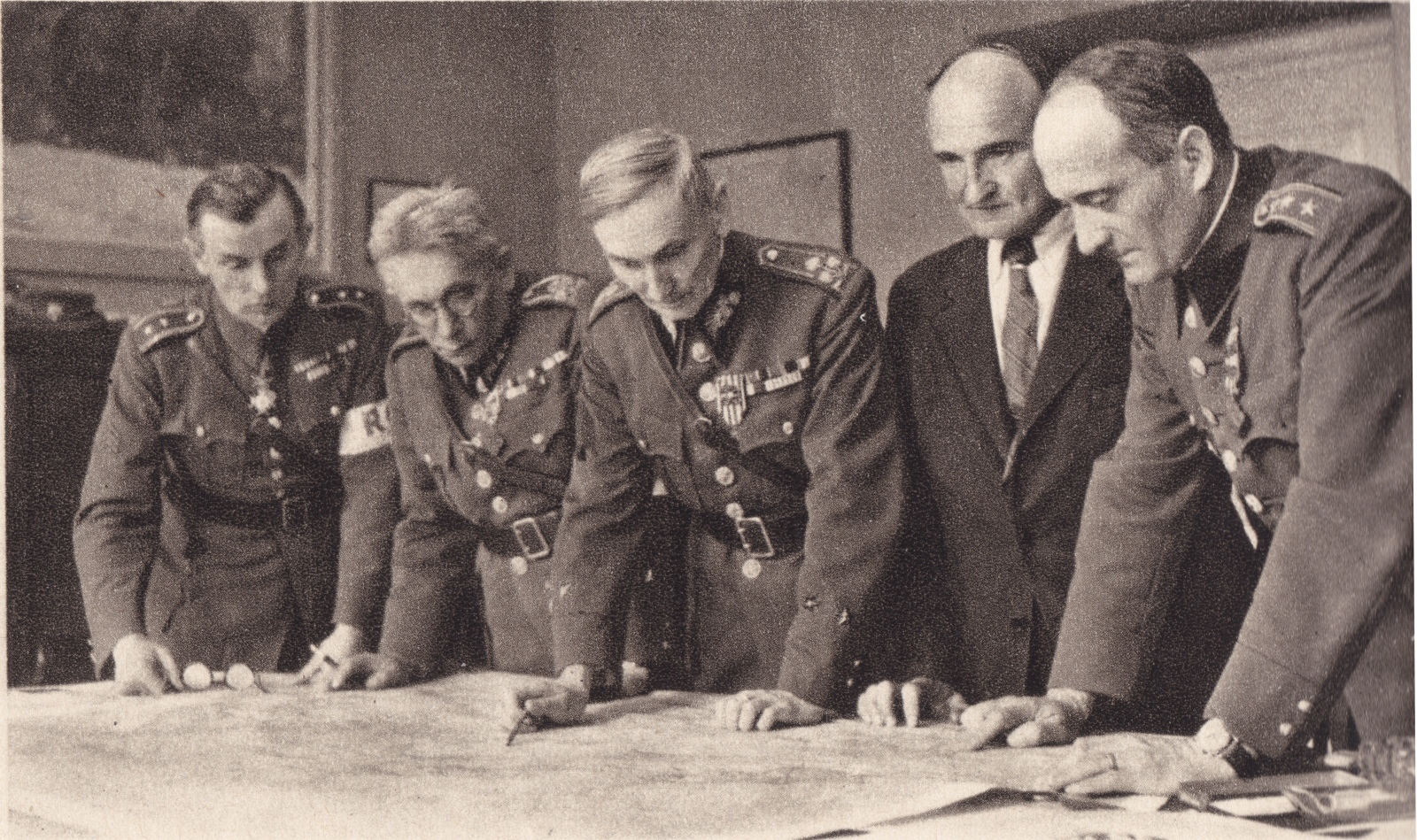
Velitelství "Alex" po Pražském květnovém povstání 1945. Zleva doprava (bez titulů a hodností): Theodor Pokorný; František Slunečko; Zdeněk Novák; Karel Neubert; Raimund Mrázek.

Po válce byl povýšen nejprve na divizního (1. 8. 1945) a později armádního generála (1. 4. 1946) a do konce roku 1950 vykonával funkci velitele Vojenské oblasti 3 v Brně.
Dne 3. ledna 1951 byl zatčen, a k 31. říjnu téhož roku propuštěn z vojenské činné služby a následně degradován na vojína v záloze. V roce 1954 byl odsouzen k 18 letům za velezradu a uvězněn. V roce 1956 byl na základě prezidentské milosti propuštěn. V roce 1967 byl rehabilitován a zároveň mu byla vrácena vojenská hodnost.
Zemřel 23. října 1988 v obci Zadní Třebaň.